# Liste der Nintendo-Switch-Spiele/C
| Titel                                                                     | Entwickler                               | Herausgeber                      | Genre                          | Handel | Veröffentlichung D/A/CH                     |
| ------------------------------------------------------------------------- | ---------------------------------------- | -------------------------------- | ------------------------------ | ------ | ------------------------------------------- |
| Cabela's The Hunt: Championship Edition                                   | Planet Entertainment                     | Koch Media                       | Simulation                     | Ja     | 16. Oktober 2018                            |
| Cadence of Hyrule: Crypt of the NecroDancer Featuring The Legend of Zelda | Brace Yourself Games                     | Nintendo                         | Rhythmusspiel                  | Nein   | 13. Juni 2019                               |
| Cafeteria Nipponica                                                       | Kairosoft                                | Kairosoft                        | Simulation                     | Nein   | 18. April 2019                              |
| Cake Laboratory                                                           | GRIMTALIN                                | GRIMTALIN                        | Puzzle                         | Nein   | 24. Dezember 2018                           |
| Caladrius Blaze                                                           | MOSS                                     | H2 Interactive                   | Shoot 'em Up                   | Nein   | 18. Juni 2019                               |
| Calculation Castle: Greco’s Ghostly Challenge "Addition"                  | Media5                                   | Media5                           | Education                      | Nein   | 24. Mai 2018                                |
| Calculation Castle: Greco’s Ghostly Challenge "Division"                  | Media5                                   | Media5                           | Education                      | Nein   | 24. Mai 2018                                |
| Calculation Castle: Greco’s Ghostly Challenge "Multiplication"            | Media5                                   | Media5                           | Education                      | Nein   | 24. Mai 2018                                |
| Calculation Castle: Greco’s Ghostly Challenge "Subtraction"               | Media5                                   | Media5                           | Education                      | Nein   | 24. Mai 2018                                |
| Call of Cthulhu                                                           | Cyanide Studio                           | Focus Home Interactive           | Adventure                      | Ja     | 8. Oktober 2019                             |
| Call Of Juarez: Gunslinger                                                | Techland                                 | Techland                         | Ego-Shooter                    | Nein   | 10. Dezember 2019                           |
| Can Androids Pray: Blue                                                   | Apriori Digital                          | Apriori Digital                  | Adventure                      | Nein   | 16. April 2020                              |
| Candle: The Power of Flame                                                | Teku Studios                             | Merge Games                      | Puzzle                         | Ja     | 26. Juli 2018                               |
| Candleman                                                                 | Spotlightor Interactive                  | indienova                        | Platformer                     | Nein   | 3. Oktober 2019                             |
| Cannibal Cuisine                                                          | Rocket Vulture                           | Rocket Vulture                   | Action                         | Nein   | 20. Mai 2020                                |
| Capcom Beat 'em Up Bundle                                                 | Capcom                                   | Capcom                           | Fighting                       | Nein   | 18. September 2018                          |
| Captain Cat                                                               | Hidden Trap                              | Hidden Trap                      | Puzzle                         | Nein   | 21. Juni 2019                               |
| Captain StarONE                                                           | Marumittu Esquadra                       | Flyhigh Works                    | Action                         | Nein   | 12. Februar 2019                            |
| Captain Toad: Treasure Tracker                                            | Nintendo EPD                             | Nintendo                         | Puzzle Platformer              | Ja     | 13. Juli 2018                               |
| Car Mayhem                                                                | Sabec                                    | Sabec                            | Rennspiel                      | Nein   | 5. Juni 2018                                |
| Car Mechanic Manager                                                      | InImages                                 | Ultimate Games                   | Simulation                     | Nein   | 7. Mai 2019                                 |
| Car Mechanic Simulator                                                    | Ecc Games                                | Ecc Games                        | Simulation                     | Nein   | 15. Februar 2019                            |
| Car Mechanic Simulator Pocket Edition                                     | Ecc Games                                | Ultimate Games                   | Simulation                     | Nein   | 27. September 2019                          |
| Car Quest                                                                 | ezone                                    | ezone                            | Puzzle                         | Nein   | 25. Oktober 2018                            |
| Car Trader                                                                | Ultimate Games INC                       | Ultimate Games INC               | Simulation Strategie           | Nein   | 12. Mai 2019                                |
| Carcassonne                                                               | Asmodee Digital                          | Asmodee Digital                  | Brettspiel                     | Nein   | 6. Dezember 2018                            |
| Card Game Bundle Vol. 1                                                   | Digerati                                 | Digerati                         | Kartenspiel                    | Nein   | 26. März 2020                               |
| Cardpocalypse                                                             | Gambrinous                               | Versus Evil                      | Rollenspiel Adventure          | Nein   | 11. Dezember 2019                           |
| Carnage: Battle Arena                                                     | PixelMob                                 | BoomBit Games                    | Rennspiel                      | Nein   | 14. Mai 2020                                |
| Carnival Games                                                            | Mass Media Games                         | 2K Games                         | Party                          | Ja     | 6. November 2018                            |
| Cars 3: Driven to Win                                                     | Avalanche Software                       | WB Games                         | Rennspiel                      | Ja     | 28. September 2017                          |
| Cartoon Network: Battle Crashers                                          | Magic Pockets Torus Games                | GameMill Entertainment           | Beat ’em up                    | Ja     | 31. Oktober 2017 Retail: 14. November 2017  |
| CASE: Animatronics                                                        | Aleson Last Level                        | OOO Valnat                       | Adventure                      | Nein   | 3. Oktober 2019                             |
| Cast of the Seven Godsends                                                | Raven Travel Studios                     | Merge Games                      | Action                         | Nein   | 4. Mai 2018                                 |
| Castle Crashers Remastered                                                | The Behemoth                             | The Behemoth                     | Adventure                      | Nein   | 17. September 2019                          |
| Castle of Heart                                                           | 7Levels                                  | 7Levels                          | Platformer                     | Nein   | 23. März 2018                               |
| Castle of no Escape 2                                                     | D.E.X. Team                              | QubicGames                       | Rollenspiel Adventure          | Nein   | 22. November 2019                           |
| Castle Pals                                                               | Brad Erkkila                             | Ratalaika Games                  | Action                         | Nein   | 29. Mai 2020                                |
| CastleStorm                                                               | Zen Studios                              | Zen Studios                      | Tower Defense                  | Nein   | 16. August 2018                             |
| Castlevania Anniversary Collection                                        | Konami                                   | Konami                           | Spielesammlung                 | Nein   | 16. Mai 2019                                |
| Cat Girl Without Salad: Amuse-Bouche                                      | WayForward                               | WayForward                       | Shoot 'em Up                   | Nein   | 1. April 2019                               |
| Cat Quest                                                                 | The Gentlebros                           | PQube                            | Rollenspiel                    | Ja     | 10. November 2017 Retail: 7. September 2018 |
| Cat Quest II: The Lupus Empire                                            | The Gentlebros                           | PQube                            | Rollenspiel                    | Ja     | 24. Oktober 2019                            |
| Catan                                                                     | Asmodee Digital                          | Asmodee Digital                  | Brettspiel                     | Nein   | 20. Juni 2019                               |
| Catastronauts                                                             | Inertia Game Studios                     | Inertia Game Studios             | Party                          | Nein   | 24. Dezember 2018                           |
| Catch 'Em! Goldfish Scooping                                              | D3 Publisher                             | D3 Publisher                     | Party                          | Nein   | 2. August 2018                              |
| Catch a Duck                                                              | All Those Moments                        | Ultimate Games                   | Rollenspiel                    | Nein   | 29. Juli 2019                               |
| Caterpillar Royale                                                        | Starsign                                 | Starsign                         | Arcade                         | Nein   | 19. Februar 2019                            |
| Cattails                                                                  | Falcon Developement                      | Falcon Developement              | Simulation                     | Nein   | 29. November 2018                           |
| Caveman Chuck                                                             | PrimeBit Games                           | PrimeBit Games                   | Plattformer                    | Nein   | 20. Juli 2017                               |
| Catan                                                                     | Asmodee Digital                          | Asmodee Digital                  | Brettspiel                     | Nein   | 20. Juni 2019                               |
| Caveman Warriors                                                          | JanduSoft                                | Jandusoft                        | Plattformer                    | Nein   | 5. Dezember 2017                            |
| Cel Damage HD                                                             | Pseudo Interactive                       | Finish Line Games                | Rennspiel                      | Nein   | 28. März 2019                               |
| Celeste                                                                   | Matt Makes Games                         | Matt Makes Games                 | Plattformer                    | Nein   | 25. Januar 2018                             |
| Chalk Dash Carnival                                                       | SAT-BOX                                  | SAT-BOX                          | Platformer                     | Nein   | 6. November 2018                            |
| Chameleon                                                                 | Tommo                                    | Tommo                            | Puzzle                         | Nein   | 26. November 2019                           |
| Chameleon Run Deluxe Edition                                              | Hyperbolic Magnetism                     | Hyperbolic Magnetism             | Action                         | Nein   | 14. Juni 2018                               |
| Chaos Code: Sign Of Catastrophe                                           | Arc System Works                         | Arc System Works                 | Fighting                       | Nein   | 26. März 2020                               |
| Chaos on Deponia                                                          | Daedalic                                 | Daedalic                         | Shooter                        | Nein   | 27. November 2019                           |
| Chapeau                                                                   | SaltCastleStudio                         | SaltCastleStudio                 | Fighting                       | Nein   | 31. März 2020                               |
| Chasm                                                                     | Bit Kid                                  | Bit Kid                          | Action-Adventure               | Nein   | 11. Oktober 2018                            |
| Chess                                                                     | Sabec                                    | Sabec                            | Brettspiel                     | Nein   | 21. Mai 2020                                |
| Chess Ultra                                                               | Ripstone                                 | Ripstone                         | Brettspiel                     | Nein   | 2. November 2017                            |
| Chicken Assassin: Reloaded                                                | OneShark                                 | Akupara Games                    | Action-Rollenspiel             | Nein   | 26. Juli 2018                               |
| Chicken Police: Paint It Red!                                             | The Wild Gentlemen                       | HandyGames                       | Point-and-Click-Adventure      | Ja     | 5. November 2020                            |
| Chicken Range                                                             | Funbox Media                             | Funbox Media                     | Shoot 'em Up                   | Ja     | 25. Oktober 2018                            |
| Chicken Rider                                                             | Red Dev Studio                           | Ultimate Games                   | Platformer                     | Nein   | 17. Mai 2019                                |
| Chiki-Chiki Boxy Pro Wrestling                                            | The Pocket Company                       | The Pocket Company               | Sport                          | Nein   | 27. Juni 2019                               |
| Chiki-Chiki Boxy Racers                                                   | The Pocket Company                       | The Pocket Company               | Rennspiel                      | Nein   | 30. August 2018                             |
| Child of Light                                                            | Ubisoft                                  | Ubisoft                          | Rollenspiel                    | Ja     | 11. Oktober 2018 Retail: 31. Januar 2019    |
| Children of Morta                                                         | Dead Mage                                | 11 bit studios                   | Rollenspiel                    | Ja     | 21. November 2019                           |
| Children of Zodiarcs                                                      | Cardboard Utopia                         | Plug In Digital                  | Strategie Rollenspiel          | Nein   | 27. März 2020                               |
| Chime Sharp                                                               | Ste Curran Twistplay                     | Chilled Mouse                    | Puzzle Rhythmusspiel           | Nein   | 28. Oktober 2019                            |
| Chocobo’s Mystery Dungeon Every Buddy!                                    | Square Enix                              | Square Enix                      | Rollenspiel                    | Ja     | 20. März 2019                               |
| Chop                                                                      | Claws Up Games                           | QubicGames                       | Fighting                       | Nein   | 13. September 2019                          |
| Chop is Dish                                                              | Victory Road                             | Victory Road                     | Platformer                     | Nein   | 30. September 2019                          |
| ChromaGun                                                                 | Pixel Maniacs                            | Pixel Maniacs                    | Ego-Shooter Puzzle             | Nein   | 22. Januar 2018                             |
| Chroma Squad                                                              | Behold Studios                           | Plug In Digital                  | Adventure Rollenspiel          | Nein   | 1. August 2019                              |
| Chronus Arc                                                               | Hit-Point                                | Kemco                            | Rollenspiel                    | Nein   | 20. Dezember 2018                           |
| Crunchtime                                                                | Navila Software Japan G.K.               | Navila Software Japan G.K.       | Platformer Adventure           | Nein   | 11. Oktober 2019                            |
| Ciel Fledge: A Daughter Raising Simulator                                 | Studio Namaapa                           | Pqube                            | Adventure Simulation           | Nein   | 21. Februar 2020                            |
| Cinders                                                                   | Crunching Koalas                         | Crunching Koalas                 | Rhythmusspiel                  | Nein   | 10. Januar 2019                             |
| Circle of Sumo                                                            | Belka                                    | Belka                            | Action                         | Nein   | 16. Oktober 2018                            |
| Circuits                                                                  | Hidden Trap                              | Hidden Trap                      | Musik Puzzle                   | Nein   | 5. April 2019                               |
| Cities: Skylines                                                          | Colassal Order                           | Paradox Interactive              | Wirtschaftssimulation          | Ja     | 14. September 2018 Retail: 19. Juli 2019    |
| Citizens of Space                                                         | Eden Industries                          | Sega                             | Adventure                      | Nein   | 18. Juni 2019                               |
| City Builder                                                              | Boom Box                                 | Boom Box                         | Puzzle                         | Nein   | 17. Dezember 2018                           |
| City of Brass                                                             | Uppercut Games                           | Uppercut Games                   | Action                         | Nein   | 8. Februar 2019                             |
| Civilization VI                                                           | Firaxis Games                            | 2K Games                         | Strategie                      | Ja     | 16. November 2018                           |
| Civilization VII                                                          | Firaxis Games                            | 2K Games                         | Strategie                      | Ja     | 11. Februar 2025                            |
| CLANNAD                                                                   | Key                                      | Prototype                        | Visual Novel                   | Nein   | 4. Juli 2019                                |
| Classic Games Collection Vol. 1                                           | Baltoro Games                            | Baltoro Games                    | Brettspiel Puzzle              | Nein   | 26. Juli 2018                               |
| Classic Snake Adventures                                                  | Crazysoft                                | Crazysoft                        | Action                         | Nein   | 23. Januar 2020                             |
| Claws of Fury                                                             | Terahard                                 | Terahard                         | Beat 'em up                    | Nein   | 4. September 2018                           |
| Claybook                                                                  | Second Order                             | Second Order                     | Platformer Puzzle              | Nein   | 12. März 2019                               |
| Climbros                                                                  | Art Games Studio                         | Ultimate Games                   | Action                         | Nein   | 29. Mai 2020                                |
| Clock Simulator                                                           | Kool2Play                                | Kool2Play                        | Rhythmusspiel                  | Nein   | 10. Januar 2019                             |
| Close to the Sun                                                          | Storm in a Teacup                        | Wired Productions                | Adventure                      | Ja     | 29. Oktober 2019                            |
| Cloudbase Prime                                                           | Floating Island Games                    | Floating Island Games            | Action                         | Nein   | 7. Mai 2020                                 |
| Clouds & Sheep 2                                                          | HandyGames                               | HandyGames                       | Simulation                     | Nein   | 21. Dezember 2018                           |
| Cluedo                                                                    | Marmalade Game Studio                    | Marmalade Game Studio            | Brettspiel                     | Nein   | 30. November 2018                           |
| Clumsy Rush                                                               | RedDeerGames                             | RedDeerGames                     | Platformer                     | Nein   | 23. Dezember 2019                           |
| ClusterPuck 99                                                            | PHL Collection                           | Coatsink                         | Sport                          | Nein   | 29. März 2018                               |
| Clustertruck                                                              | Landfall Games                           | tinyBuild Games                  | Platformer                     | Nein   | 15. März 2018                               |
| Coast Guard: Beach Rescue Team                                            | BoomBit Games                            | BoomBit Games                    | Rennspiel                      | Nein   | 5. Juni 2020                                |
| Code of Prinzess EX                                                       | Studio Saizensen                         | Nicalis                          | Hack & Slay                    | Nein   | 31. Juli 2018                               |
| Code: Realize ~Future Blessings~                                          | Idea Factory                             | Aksys Games                      | Adventure                      | Nein   | 23. April 2020                              |
| Code: Realize ~Guardian of Rebirth~                                       | Idea Factory                             | Aksys Games                      | Adventure                      | Nein   | 6. Februar 2020                             |
| Coffee Crisis                                                             | Mega Cat Studios                         | Mega Cat Studios                 | Brawler                        | Nein   | 30. November 2018                           |
| Coffee Talk                                                               | Toge Productions                         | Toge Productions                 | Adventure                      | Nein   | 29. Januar 2020                             |
| Coffin Dodgers                                                            | Milky Tea Studio                         | Wales Interactive                | Rennspiel                      | Nein   | 13. März 2018                               |
| Collection of Mana                                                        | Square Enix                              | Square Enix                      | Rollenspiel                    | Ja     | 11. Juni 2019 Retail: 27. August 2019       |
| Collidalot                                                                | Grunka Munka                             | Grunka Munka                     | Shoot ’em up                   | Nein   | 9. November 2018                            |
| Collide-a-Ball 2                                                          | Sims                                     | Starsign                         | Puzzle                         | Nein   | 25. Juli 2019                               |
| Color.Motif Deluxe                                                        | Kodobur Yazilim                          | Kodobur Yazilim                  | Puzzle                         | Nein   | 14. November 2019                           |
| Color Zen                                                                 | Cypronia                                 | Cypronia                         | Puzzle                         | Nein   | 26. November 2018                           |
| Color Zen Kids                                                            | Cypronia                                 | Cypronia                         | Puzzle                         | Nein   | 18. Oktober 2018                            |
| Colorgrid                                                                 | Minimol Games                            | QUByte Interactive               | Puzzle                         | Nein   | 24. März 2020                               |
| Coloring Book                                                             | QubicGames                               | QubicGames                       | Zeichensoftware                | Nein   | 16. November 2018                           |
| Commander Keen in Keen Dreams                                             | Lone Wolf Technology                     | Lone Wolf Technology             | Adventure                      | Nein   | 7. Februar 2019                             |
| Community Inc                                                             | tinyBuild Games                          | tinyBuild Games                  | Simulation Strategie           | Nein   | 4. Oktober 2019                             |
| Concept Destruction                                                       | Thinice Games                            | Ratalaika Games                  | Rennspiel                      | Nein   | 22. Mai 2020                                |
| Conductor TOGETHER!                                                       | Northplay                                | Northplay                        | Puzzle                         | Nein   | 6. Dezember 2018                            |
| Conga Master Party!                                                       | Undercoders                              | Rising Star Games                | Party                          | Nein   | 28. September 2017                          |
| Construction Machines Simulator                                           | SimFabric                                | SimFabric                        | Simulation                     | Nein   | 19. April 2019                              |
| Constructor Plus                                                          | System 3                                 | System 3                         | Simulation                     | Ja     | 28. Februar 2019                            |
| Contra Anniversary Collection                                             | Konami                                   | Konami                           | Spielesammlung                 | Nein   | 11. Juni 2019                               |
| Contra: Rogue Corps                                                       | Konami                                   | Konami                           | Shoot 'em up                   | Ja     | 26. Sep. 2019                               |
| Contraptions                                                              | Funbox Media                             | Funbox Media                     | Puzzle                         | Nein   | 10. Oktober 2019                            |
| Convoy: A Tactical Roguelike                                              | Convoy Games                             | Triangle Studios                 | Adventure Rollenspiel          | Nein   | 8. April 2020                               |
| Cook, Serve, Delicious! 2!!                                               | Vertigo Gaming                           | Vertigo Gaming                   | Simulation                     | Nein   | 10. April 2019                              |
| Cooking Simulator                                                         | Big Cheese Studio Wastelands Interactive | Forever Entertainment            | Simulation                     | Nein   | 14. Mai 2020                                |
| CopperBell                                                                | Zero Fun                                 | Ultimate Games                   | Platformer                     | Nein   | 27. März 2020                               |
| Coridor Z                                                                 | Mass Creation                            | Mass Creation                    | Action                         | Nein   | 20. Februar 2020                            |
| Corpse Party: Blood Drive                                                 | MAGES. Inc. 5pb.                         | Marvelous                        | Adventure                      | Nein   | 10. Oktober 2019                            |
| Cosmic Star Heroine                                                       | Zeboyd Games                             | Limited Run Games                | Rollenspiel                    | Nein   | 14. August 2018                             |
| Cosmonauta                                                                | QUByte Interactive                       | QUByte Interactive               | Platformer                     | Nein   | 11. Februar 2020                            |
| Crash Bandicoot N.Sane Trilogy                                            | Vicarious Visions                        | Activision                       | Platformer                     | Ja     | 29. Juni 2018                               |
| Crash Drive 2                                                             | M2H                                      | M2H                              | Rennspiel                      | Nein   | 7. Februar 2020                             |
| Crash Dummy                                                               | Funbox Media                             | Funbox Media                     | Platformer                     | Ja     | 28. Februar 2019 Retail: 1. März 2019       |
| Crash Team Racing Nitro-Fueled                                            | Beenox                                   | Activision                       | Rennspiel                      | Ja     | 21. Juni 2019                               |
| Crashbots                                                                 | Neonchimp Games                          | Sometimes You                    | Action                         | Nein   | 1. Mai 2019                                 |
| Crashlands                                                                | Butterscotch Shenanigans                 | Butterscotch Shenanigans         | Adventure                      | Nein   | 8. November 2018                            |
| Crash'n the Boys Street Challenge                                         | Technos Japan                            | Arc System Works                 | Action                         | Nein   | 16. April 2020                              |
| Crawl                                                                     | Powerhoof                                | Powerhoof                        | Dungeon Crawler                | Nein   | 19. Dezember 2017                           |
| Crayola Scoot                                                             | Climax Studios                           | Outright Games                   | Sport                          | Nein   | 26. Oktober 2018                            |
| Crazy Strike Bowling EX                                                   | Corecell                                 | Corecell                         | Bowling                        | Nein   | 17. Januar 2019                             |
| Crazy Zen Mini Golf                                                       | Onteca                                   | Onteca                           | Sport                          | Nein   | 23. Dezember 2019                           |
| Creature in the Well                                                      | Flight School Studio                     | Flight School Studio             | Action-Adventure               | Nein   | 6. September 2019                           |
| Creepy Brawlers                                                           | Mega Cat Studios                         | Mega Cat Studios                 | Fighting                       | Nein   | 24. Oktober 2019                            |
| Creepy Road                                                               | GroovyMilk                               | GroovyMilk                       | Platformer                     | Nein   | 1. März 2019                                |
| Cricket 19                                                                | Big Ant Studios                          | Big Ant Studios                  | Cricket                        | Nein   | 28. Mai 2019                                |
| CricktoGame: Nintendo Switch Edition                                      | Polygon-e                                | Polygon-e                        | Puzzle                         | Nein   | 7. November 2018                            |
| Crimson Keep                                                              | Merge Games                              | Merge Games                      | Adventure                      | Nein   | 29. November 2018                           |
| Crimsonland                                                               | 10tons                                   | 10tons                           | Twin-stick Shooter             | Nein   | 24. November 2017                           |
| Croc's World                                                              | Sprakelsoft                              | Sprakelsoft                      | Platformer                     | Nein   | 2. November 2018                            |
| Croc's World 2                                                            | Sprakelsoft                              | Sprakelsoft                      | Platformer                     | Nein   | 18. April 2019                              |
| Croc's World 3                                                            | Sprakelsoft                              | Sprakelsoft                      | Platformer                     | Nein   | 25. Dezember 2019                           |
| Croc's World Run                                                          | Sprakelsoft                              | Sprakelsoft                      | Platformer                     | Nein   | 20. Februar 2019                            |
| Croixleur Sigma                                                           | Souvenir Circ.                           | Active Media Gaming              | Hack & Slay                    | Nein   | 28. März 2019                               |
| Crush Your Enemies!                                                       | Vile Monarch                             | Vile Monarch                     | Strategie                      | Nein   | 2. August 2018                              |
| Cryogear                                                                  | PolarityFlow Adrian Zingg                | PolarityFlow Adrian Zingg        | Shoot 'em up                   | Nein   | 15. August 2019                             |
| Crypt of the NecroDancer                                                  | Brace Yourself Games                     | Brace Yourself Games             | Rhythmusspiel                  | Nein   | 8. Februar 2018                             |
| Crypt of the Serpent King                                                 | Brace Yourself Games                     | Brace Yourself Games             | Rollenspiel                    | Nein   | 31. Mai 2019                                |
| Crypto by POWGI                                                           | Lightwood Games                          | Lightwood Games                  | Puzzle                         | Nein   | 21. Mai 2020                                |
| Crystal Crisis                                                            | Nicalis Pikii                            | Nicalis                          | Beat ’em up                    | Nein   | 28. Mai 2019                                |
| Cube Creator X                                                            | Arc System Works                         | Big John Games                   | Open-World-Spiel               | Nein   | 21. Nov. 2019                               |
| Cubikolor                                                                 | Fractal Box                              | Light Maze                       | Puzzle                         | Nein   | 26. Juni 2018                               |
| Cubixx                                                                    | Laughing Jackal                          | Ghostlight Limited               | Puzzle                         | Nein   | 3. Oktober 2019                             |
| Cuphead                                                                   | StudioMDHR                               | StudioMDHR                       | Shoot 'em Up Action Platformer | Nein   | 18. April 2019                              |
| Curious Cases                                                             | OnSkull Games                            | OnSkull Development              | Adventure Puzzle               | Nein   | 14. Januar 2020                             |
| Curious Expedition                                                        | Maschinen-Mensch                         | Thunderful                       | Adventure                      | Nein   | 2. April 2019                               |
| Cursed Castilla                                                           | Abylight                                 | Abylight                         | Adventure                      | Nein   | 24. Januar 2019                             |
| Cybarian: The Time Traveling Warrior                                      | Ritual Games                             | Ratalaika Games                  | Platformer                     | Nein   | 21. Juni 2019                               |
| Cyber Protocol                                                            | RedDeerGames                             | RedDeerGames                     | Puzzle                         | Nein   | 26. September 2019                          |
| Cycle 28                                                                  | Pill Bug                                 | Pill Bug                         | Action                         | Nein   | 2. August 2018                              |
| Cytus α                                                                   | Rayark Games                             | Flyhigh Works Retail: PM Studios | Rhythmusspiel                  | Ja     | 25. April 2019 Retail: 2019                 |